# Rosolovka mozkovitá
Rosolovka mozkovitá (Tremella mesenterica Retz.,1769) je nejedlá dřevokazná houba z čeledi rosolovkovitých.

## Popis
Má 2 až 4 cm široké plodnice, jsou zlatožluté až žlutooranžové, rosolovité, rozdělené v hojné, mozkovitě zprohýbané laloky. Roste běžně od podzimu do jara na suchých nebo opadavých větévkách listnatých stromů, zvláště dubů.

## Synonyma
- Hormomyces aurantiacus Bonord.,  1851
- Tremella lutescens Fr.,  1800
- Tremella mesenterica var. lutescens (Pers.) anon. ined.
- Tremella chrysocoma Bull.[1]

české názvy
- rosolovka mozková[1]
- rosolovka střevovitá[2]

## Použití v léčitelství
Tuto houbu uvádí jako léčivou r. 1940 Z. Stach takto: "Plodnice obsahuje tremellin; lidové lékařství používá plodnic jako obkladů na zanícené oči a ochromeniny. Plodnice obou hub (tj. ucha Jidášova i rosolovky mozkovité) jsou pružné, obsahují hojnost vody a přiložené na tělo příjemně chladí. Chemické látky v nich obsažené nejsou dosud dobře známé svými účinky na organismus. Účinek obou hub je rovný účinku studeného obkladu, jest však pravděpodobné, že účinkují i některé látky v houbách obsažené na ústrojí nervové i tkaniva, a to hlavně při používání hub na ochromeniny."